# Jaume Masdeu
Jaume Masdeu (Vic, 1959) és un periodista. Entre 1990 i 2004 va ser corresponsal de Televisió de Catalunya a Brussel·les. Va dirigir els serveis informatius de TVC de 2004 a 2007, quan va passar a ocupar la direcció de Canals Informatius de la Corporació Catalana de Mitjans Audiovisuals (CCMA), des d'on va dirigir el portal 3cat24. El 2009 va tornar a Brussel·les com a corresponsal de Catalunya Ràdio. Escriu el blog Oh! Europa.
Des de 2015 és el nou corresponsal de 8TV als Estats Units d'Amèrica. És la parella de Cristina Gallach, amb qui tenen 2 fills.